# 児玉聡
児玉 聡（こだま さとし、1974年 - ）は、日本の倫理学者。京都大学大学院文学研究科教授。功利主義を中心とした英米道徳哲学史と生命・医療倫理学の研究を専門とする。

## 略歴
- 大阪府生まれ
- 1997年 京都大学文学部哲学科倫理学専攻卒業
- 2000年9月から2001年9月まで ロンドン大学ユニヴァーシティ・コレッジにて研究
- 2002年3月 京都大学大学院文学研究科博士後期課程研究指導認定退学
- 2003年10月 東京大学大学院医学系研究科 健康科学・看護学専攻健康科学講座医療倫理学助手
- 2006年 「ベンタムの功利主義の理論とその実践的含意の検討」で京大文学博士
- 2007年4月 東京大学大学院医学系研究科健康科学・看護学専攻医療倫理学講座講師
- 2012年10月 京都大学文学研究科倫理学専修准教授
- 2022年4月 京都大学文学研究科倫理学専修教授

## 受賞
- 2011年度和辻賞受賞(日本倫理学会、2011年10月1日、『功利と直観』に対して)
- 2011年度東京大学医学部Best Teachers Award受賞（2012年4月25日）

## 著作

### 単著
- 『功利と直観--英米倫理思想史入門』勁草書房 2010年
- 『功利主義入門--はじめての倫理学』ちくま新書 2012年
- 『実践・倫理学: 現代の問題を考えるために』勁草書房 2020年
- 『COVID-19の倫理学―パンデミック以後の公衆衛生 (京都大学「立ち止まって、考える」連続講義シリーズ01)』ナカニシヤ出版 2022年
- 『オックスフォード哲学者奇行』明石書店 2022年

### 共著
- Akira Akabayashi, Satoshi Kodama, B.T. Slingsby, Biomedical Ethics in Asia: A Casebook for Multicultural Learners, McGraw-Hill Education (Asia), 139 pages, 2010
- 『マンガで学ぶ生命倫理: わたしたちに課せられた「いのち」の宿題』（マンガ：なつたか）化学同人 2013年
- 『入門・医療倫理III 公衆衛生倫理』（赤林朗と共編著）勁草書房 2016年
  - 『入門・倫理学』勁草書房 2018年（上記の抜粋版）
- 『正義論: ベーシックスからフロンティアまで』（宇佐美誠・井上彰・松元雅和と共著）法律文化社 2019年